# 心理的契約
心理的契約（しんりてきけいやく）とは経営学用語の一つ。これは企業において従業員が雇用されることとなる場合においての契約であるが、内容が暗黙の了解において結ばれるようなもののことを言う。契約というのは通常は契約書などを通じることにより明文化されることとなっているものの、心理的契約にはこのような契約書は存在しない。心理的契約というのは、信頼に基づいた上で結ばれるという側面が強い。心理的契約というのは労働条件や業務内容が状況に応じて変化するということが激しい業界において行われており、そのような業界ならば状況に応じて明文化された契約内容を示すということができないために行われているということである。
日本の企業においては多くの場合は心理的契約という形で労働契約が結ばれていた。というのも日本においての雇用形態というのは終身雇用制が主であり、従業員というのは終身を就職先で過ごすこととなり、余程の事がない限り他の企業に移るということが無かったからである。終身雇用制を導入していてもそれが明文化されておらず、労働契約においても終身雇用を契約していないという場合が多かった。だが日本の経済状況の変化とともに企業は従業員を終身雇用するということが難しくなり、人員削減をするという必要が生じるようになった。そしてリストラが行われるようになり早期退職や希望退職などという形で実質の解雇が行われるようになってきた。企業がこのような形になったならば終身雇用は行われないというわけであり、従来の心理的契約ならば労働者の雇用を守ることができず雇用契約は不完備であると批判されるようになってきた。このことから今後の日本企業においては、後に公正に労働者を解雇するためにも労働契約の明確化が必要となってきているわけである。